# 대구수성경찰서
대구수성경찰서(大邱壽城警察署, Daegu Suseong Police Station)는 대구광역시경찰청이 관할하는 경찰서 중 하나이다. 대구광역시 수성구를 관할한다.대구광역시 수성구 달구벌대로 2460에 있다.
서장은 총경으로 보한다.

## 연혁
- 1984년 9월 12일 대구수성경찰서 개서

## 관할 지구대·파출소
| 명칭       | 사진 | 주소         | 관할구역 | 치안센터                    |
| ---------- | ---- | ------------ | -------- | --------------------------- |
| 고산지구대 |      | 고산로 150   |          | 고산1치안센터 고산2치안센터 |
| 만촌지구대 |      | 무열로 111   |          | 만촌1치안센터               |
| 범어지구대 |      | 동대구로 313 |          | 범어3치안센터 수성치안센터  |
| 상동지구대 |      | 들안로 54    |          |                             |
| 지산지구대 |      | 지범로 155   |          | 지산2치안센터 범물치안센터  |
| 황금지구대 |      | 청수로 245   |          | 범어4치안센터 황금2치안센터 |
| 파동파출소 |      | 파동로2길 30 |          |                             |

## 같이 보기
- 대구광역시경찰청